# Phaonia curvicercalis
Phaonia curvicercalis är en tvåvingeart som beskrevs av Wei 1990. Phaonia curvicercalis ingår i släktet Phaonia och familjen husflugor. Inga underarter finns listade i Catalogue of Life.